# RAIMEI
「RAIMEI」（ライメイ）は、2016年8月31日にリリースされたT.M.Revolutionの30枚目のシングル。発売元はエピックレコード。

## 概要
- 虚淵玄原案・脚本・総監修の人形劇『Thunderbolt Fantasy 東離劍遊紀』主題歌に起用され、累計売上は1.6万枚（オリコン調べ）を記録した[1]。
- 通常盤、「RAIMEI」ミュージック・ビデオと貴重なメイキング映像を収録したDVD付の初回生産限定盤[2]、スペシャル・ジャケット仕様の期間生産限定盤[3]の3仕様で発売された。
- 2017年12月1日には「RAIMEI (Chinese ver.)」が配信限定でリリースされた[4]。
- 2025年現在、T.M.Revolutionとして最後にリリースされたシングル作品。

## 収録曲

### 通常盤
作詞：井上秋緒　作曲・編曲：浅倉大介（特記以外）
1. RAIMEI
  - 出版社：ソニー・ミュージックパブリッシング
2. Route 20 Exclusive Medley HIGH PRESSURE〜WHITE BREATH〜HOT LIMIT
  - 編曲：大島こうすけ
  - 出版社：ダーウィン

### 初回生産限定盤
CD
1. RAIMEI
2. RAIMEI （Instrumental）

DVD
1. RAIMEI MUSIC VIDEO
2. Behind the scene of RAIMEI MUSIC VIDEO shooting

### 期間生産限定盤
CD
1. RAIMEI
2. RAIMEI （Thunderbolt Fantasy 東離劍遊紀 OP ver.）

DVD
1. Thunderbolt Fantasy 東離劍遊紀 OP映像